# Universal Rocket
Los Cohetes Universal o UR familia de misiles y Lanzadores Espaciales de Rusia, previamente Unión Soviética. Destinado a permitir el uso de la misma tecnología en todos los cohetes soviéticos, el UR es producido por el Centro Espacial de Investigación y Producción del Estado de Khrunichev . Originalmente se planearon varias variantes, de las cuales solo tres volaron y solo dos de las cuales entraron en servicio. Además, el UR-500 ICBM cancelado formó la base para el cohete portador Proton.

## UR-100
El UR-100 y sus variantes (p. Ej. UR-100N) fueron el pequeño misil balístico intercontinental estándar de la Unión Soviética durante la Guerra Fría. Solo el UR-100N (designación de informes de la OTAN: SS-19 Stiletto ) permanece en servicio activo, con 20-30 misiles operativos. Los cohetes portadores Strela y Rokot se basan en el UR-100N. Se han destinado varios UR-100N para su uso como vehículos de lanzamiento para el vehículo de reentrada maniobrable Avangard.

## UR-200
El UR-200 estaba destinado a ser un misil balístico intercontinental más grande que también podría usarse como cohete portador . Se realizaron nueve vuelos de prueba entre el 4 de noviembre de 1963 y el 20 de octubre de 1964, antes de que el programa fuera cancelado a favor del misil R-36 de Mikhail Yangel y el derivado del cohete portador Tsyklon.[cita requerida]

## UR-500
El UR-500 fue diseñado para ser un misil balístico intercontinental muy grande, con el peso necesario para lanzar la bomba Tsar de 50-100 megatones como ojiva. Bajo la presión de Khrushchev, el UR-500 fue reelaborado como un lanzador espacial y finalmente se renombró como Proton, cuya última versión todavía está en servicio a partir de 2020.[cita requerida]

## UR-700

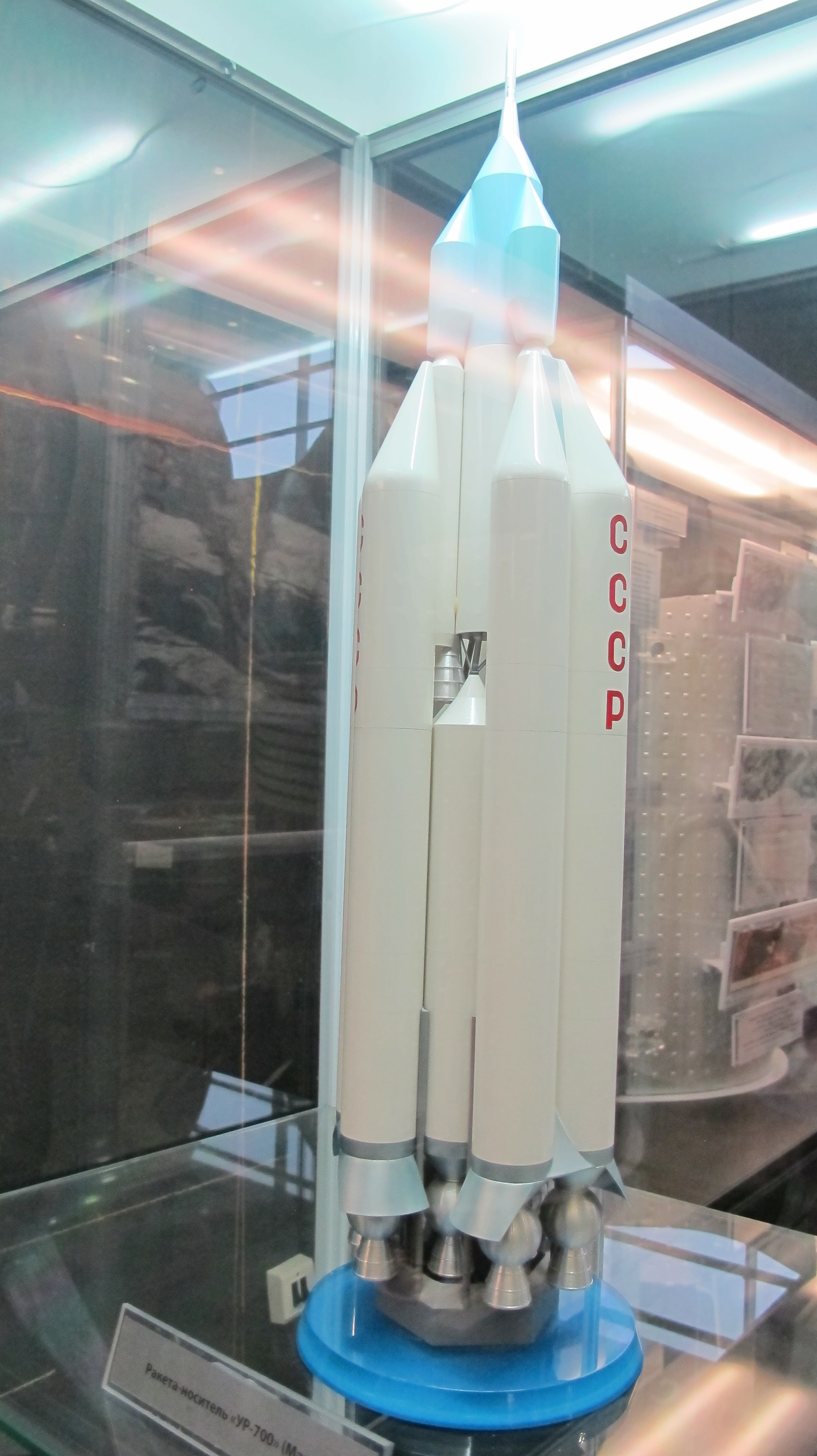
UR-700

El UR-700 fue la entrada de carga pesada de Vladimir Chelomei para el tiro a la luna soviético . Estaba destinado a llevar cosmonautas a la Luna en una misión de ascenso directo en la nave lunar LK-1. El propulsor N1 de Sergei Korolev y el Lander Soyuz 7K-LOK / LK fueron elegidos en su lugar para la misión, y nunca abandonaron la mesa de dibujo. Habría tenido una capacidad de carga útil para órbita terrestre baja de 151 toneladas métricas.
Superficialmente, el UR-700 tenía el conocido diseño de los lanzadores soviéticos con una pila de núcleo central y refuerzos laterales con correa. Pero una característica distintiva fue que los motores de la primera etapa eran alimentados de manera cruzada con combustible y oxidante de los tanques de los propulsores de correa durante la fase de vuelo inicial. Esto significaba que cuando los propulsores se gastaban y desechaban, la pila central todavía volaba con los tanques llenos, reduciendo así el peso muerto y aumentando una posible carga útil.
También se diseñó una variante nuclear conocida como UR-700m que tendría una capacidad de carga útil de 750 t (1,650,000 lb) a LEO y se usaría para ensamblar la nave espacial MK-700 de 1400 t (3,000,000 lb) en órbita terrestre en 2 lanzamientos.

## UR-900
El UR-900 fue la última aplicación de Universal Rocket, un vehículo de lanzamiento de carga súper pesada para expediciones tripuladas a otros planetas, especialmente a Marte. Propuesto en 1969, habría tenido 15 módulos RD-270 en la primera y segunda etapas, y la tercera y cuarta etapas se basaron en los del UR-500. El UR-900 habría tenido 295 pies de altura, tenido un empuje de despegue de 21,132,000 lbf y podría colocar 240 toneladas en una órbita terrestre baja. Al igual que el UR-700, siguió siendo solo un proyecto en papel.